# Outer Lands
Outer Lands (en español: Tierras exteriores) es un término que denota a una región prominente de la costa sur de Nueva Inglaterra, en los Estados Unidos. Esta región de Massachusetts, Rhode Island y Nueva York, comprende la península de Cape Cod y las islas de Martha's Vineyard, las islas de Elizabeth, Nantucket, Block Island y Long Island, así como islotes circundantes.
A pesar de la existencia de este archipiélago que es ampliamente reconocido por los geógrafos, rara vez se le da un nombre específico. Tierras Exteriores es un término antiguo utilizado por los naturalistas y adoptado por la autora Dorothy Sterling por su guía la historia natural del mismo nombre.
Long Island es a menudo informalmente considerado como parte de las islas de Nueva York, junto con Staten Island y Manhattan.

## Geología
Las Tierras Exteriores constituyen la extensión insular nororiental del Atlántico Norte. Las islas de las Tierras Exteriores fueron formadas por el efecto de la recesión de la capa de hielo Laurentino, durante la glaciación de Wisconsin.

## Cultura
La región ha tenido históricamente una cultura marítima muy fuerte, con un énfasis en la pesca. Desde el este de la isla Long, gran parte de la región en las últimas décadas ha adquirido un carácter colono.